# 키노그나투스
키노그나투스(Cynognathus)는 트라이아스기 중기에 살았던 키노돈트 중 하나이다. 키노그나투스속에는 키노그나투스 크레이터노투스(Cynognathus crateronotus)라는 한 종이 속한다. 키노그나투스는 포유류와 가까운 관계의 포식자였으며 남반구에 분포했을 것으로 추정된다. 화석은 지금까지 남아공, 아르헨티나, 남극 대륙, 나미비아에서 발견되었다.

## 특징
키노그나투스는 몸이 무겁고 큰 동물로, 주둥이에서 입구멍까지 길이는 약 1.2m, 전체 몸길이는 최대 2m까지였던 것으로 추정된다. 또 큰 머리를 가지고 있었고, 머리 길이는 최대 최대 40cm에 달했다. 이들은 넓은 턱과 날카로운 이빨을 가지고 있었다. 키노그나투스의 뒷다리는 몸 바로 아래에 놓여 있었는데, 앞다리는 뒷다리보다 옆으로 뻗어 있었다. 이러한 2중 보행은 오늘날 살아있는 일부 원시 포유동물들에게도 남아있는 형질이다.

### 구강
톱니에는 이들이 음식을 삼키기 전에 음식을 효과적으로 넘길 수 있음을 보여주는 독특한 치아가 있었다. 또 입 안에 2차 구개이 있었는데 이는 키노그나투스가 숨을 쉬면서 동시에 삼킬 수 있었다는 것을 알려준다.

### 갈비뼈의 감소
트리낙소돈이 이미 가지고 있을 것으로 추정되는 갈비뼈의 감소는 포유류의 호흡에 중요한 근육인 효율적인 횡격막이 있었을 가능성을 알려준다.

## 같이 보기
- 키노그나투스류
- 포유류의 진화

1. ↑  Jones, Todd C.; Bartlett, James C.; Wang, Bo (2008). “Recognition Memory for Who and With Whom”. 2023년 12월 8일에 확인함.
2. ↑  Botha, Jennifer; Lee-Thorp, Julia; Chinsamy, Anusuya (2005년 8월 1일). “The palaeoecology of the non-mammalian cynodonts Diademodon and Cynognathus from the Karoo Basin of South Africa, using stable light isotope analysis”. 《Palaeogeography, Palaeoclimatology, Palaeoecology》 223 (3): 303–316. doi:10.1016/j.palaeo.2005.04.016. ISSN 0031-0182.
3. ↑  Palmer, Douglas; Cox, Barry, 편집. (1999). 《The illustrated encyclopedia of dinosaurs and prehistoric animals: a comprehensive, colour guide to over 500 species》 1. publ판. London: Marshall Publ. ISBN 978-1-84028-152-1.
4. ↑  Jenkins, Farish A. (1971년 11월). “Limb posture and locomotion in the Virginia opossum ( Didelphis marsupialis ) and in other non‐cursorial mammals”. 《Journal of Zoology》 (영어) 165 (3): 303–315. doi:10.1111/j.1469-7998.1971.tb02189.x. ISSN 0952-8369.